# Juraj Jánošík
Juraj Jánošík ili Juro Jánošík  (Terhova 25. siječnja 1688. – Liptovski Mikulaš, 17. ožujka 1713.), slovački razbojnik i narodna legenda. U originalu pisca Janka Kralja se javlja kao Janošjak.

## Životopis
Odrastao je u Terhovoj osamljen kod Janoševih u obitelji čije ime se pojavljivalo u popisima koji su pisali o ljudima koji su se ogriješili o tadašnje zakone. Služio je u carskoj vojsci. Upoznao se tamo s razbojničkim vođom Tomášom Uhorčíkom, kojem je pomogao u bijegu. 1711. godine je preuzeo vođenje njegove grupe. Bio je okrivljen za ubojstvo Juraja Vertíka - svećenika, koje nije priznao ni poslije mučenja. Bio je ubijen i obješen, a ne okačen za kuku kako je često navođeno, 1713. godine u Liptovskom Mikulašu.
Po slovačkoj narodnoj legendi Juraj Jánošík je sa svojom družinom živio u šumama između Žiline i Liptovskog Mikulaša. Po poljskim legendama je bio aktivan i u Poljskoj. Od ukradenog je davao siromašnima i bio je slovački Robin Hood. Proslavio se i mimo Slovačke u Češkoj i Poljskoj i oni ga smatraju za svoga Tatranskog heroja.

## Vanjske poveznice
- Pravda o Jurajovi Jánošíkovi
- Odpočíva Jánošík na dne Liptovskej Mary?
- Jánošík na humanitas.net
- Jánošík vo filme - filmovi o Janošiku